# Церишенко, Михаил Анатольевич
Михаи́л Анато́льевич Церише́нко (род. 19 сентября 1960, Киев, УССР, СССР) — советский и российский актёр, юморист и театральный режиссёр.

## Биография
Михаил Анатольевич Церишенко родился 19 сентября 1960 года в Киеве. В 1985 году окончил Киевский государственный институт театрального искусства имени И. К. Карпенко-Карого.
Играл на сцене Киевского театра эстрады. В 1992 году в Киев на съёмки фильма приезжает певица Екатерина Семёнова. Вскоре между артистами возникают близкие отношения. Оба уходят из своих семей. Михаил переезжает к своей возлюбленной в Москву, где снимается в кино, участвует в съёмках телевизионной программы «Оба-на!», которая приносит ему известность.
В настоящее время Михаил Церишенко — артист эстрады, актёр театра и кино. С 2003 по 2013 гг. — артист театра «Кривое зеркало» (под руководством Е. Петросяна). На данный момент выступает с Александром Морозовым и Виктором Разумовским с сольными концертными номерами «Братья по разуму» в составе Театра миниатюр. В качестве режиссёра сотрудничает с Московским еврейским театром «Шалом» и антрепризными театральными агентствами. В некоторых своих спектаклях выступает в качестве актёра. Снимается в кино.
Михаил Церишенко коллекционирует модели автомобилей «Жук» Volkswagen.

## Семья
Родители были профессиональными спортсменами, младший брат Геннадий пошёл по их стопам и стал гимнастом.

### Личная жизнь
- Первый брак зарегистрирован в студенческие годы: был женат на советской и украинской актрисе театра и кино Инне Капинос[4].
- Во втором браке с костюмером киевского Театра Эстрады Лилианой Фёдоровной родился сын Виктор (род. 30.11.1987).
- На протяжении 26 лет (с 1992 по 2018 год) был в третьем браке с певицей и композитором Екатериной Семёновой[5][6].
- В 2023 году появилось информация о том, что Семёнова снова сошлась с Михаилом[7].

## Творчество

### Телевизионные программы
- «Привет-шоу» (Украина) (1991—1993)
- «Оба-на!» (1992—1995)
- «Кышкин дом» (2001—2003)[8]
- «Ха! Маленькие комедии» (2002?—2006?)
- «Кривое зеркало» (2003—2013)[8]
- «Кулинарная семейка» (2005—2006)[9]

### Фильмография
| - 1984 — Макар-следопыт — красноармеец - 1988 — Остров сокровищ (мультфильм) — пират с короткими усами (2 серия) |

- 1990 — Сэнит зон — замаскированный милиционер
- 1992 — Безумные макароны или ошибка профессора Бугенсберга[10]
- 1999 — Д.Д.Д. Досье детектива Дубровского — врач
- 1999 — Семейные тайны (Записки современника)
- 2000 — Москва
- 2000 — Старые клячи — крупье
- 2000 — Марш Турецкого — доктор Чиж
- 2000 — Президент и его внучка — водитель
- 2000 — Чек — банкир
- 2002 — Каменская 2 — журналист Баглюк
- 2002 — ДжокерЪ (Игра) — эпизод
- 2002 — Мужская работа 2 — продажный подполковник Сокольский
- 2003 — Дни ангела — Вовчик
- 2003 — Дружная семейка — продавец картин
- 2004 — Русское лекарство — Иван Семёнович Гарецкий
- 2004 — Параллельно любви — Островой
- 2004 — Усадьба — Борис Михайлович
- 2004 — Женщины в игре без правил — Степан Пилипенко
- 2005 — Зеркальные войны. Отражение первое
- 2005 — Королева бензоколонки 2 — еврей
- 2005 — Дура — эпизод
- 2005 — Дело о «Мёртвых душах» — хозяин гостиницы
- 2005 — Девочка с севера — эпизод
- 2006 — Провинциальные страсти — эпизод
- 2006 — Билет в гарем — эпизод
- 2006 — Дьявол из Орли — доктор Ферре
- 2006 — Русское средство — эпизод
- 2007 — Колобков. Настоящий полковник! — эпизод
- 2008 — Невинные создания — господин с табакеркой

### Режиссёрские работы
- «Любовь с препятствиями». (Московский еврейский театр «Шалом»);
- «Размороженный». (Московский еврейский театр «Шалом»);
- «Подыскиваю жену. Недорого!». (Театральное агентство «Антре»);
- «Часы с кукушкой». (Театральная компания «Антре»);
- «Счастливый номер» (антреприза).